# Campionati del mondo di ciclocross 2009 - Gara femminile Elite
La gara femminile Elite dei campionati del mondo di ciclocross 2009, decima edizione della prova, si svolse il 1º febbraio 2009 con partenza e arrivo da Hoogerheide nei Paesi Bassi su un circuito per un totale di 18,62 km. La corsa è stata vinta dall'olandese Marianne Vos, che si è laureata campionessa del mondo per la seconda volta, seconda la tedesca Hanka Kupfernagel, terza la statunitense Daphny van den Brand.
Le cicliste che presero il via furono 38, delle quali 35 completarono la gara.

## Squadre partecipanti
| N.    | Cod. | Squadra     |
| ----- | ---- | ----------- |
| 1-3   | GER  | Germania    |
| 4-8   | FRA  | Francia     |
| 9-13  | NLD  | Paesi Bassi |
| 14-18 | USA  | Stati Uniti |
| 19-23 | ITA  | Italia      |
| 24-25 | BEL  | Belgio      |

| N.    | Cod. | Squadra       |
| ----- | ---- | ------------- |
| 26-27 | JPN  | Giappone      |
| 28-30 | CAN  | Canada        |
| 31-33 | GBR  | Gran Bretagna |
| 34-35 | CZE  | Rep. Ceca     |
| 36    | AUT  | Austria       |
| 37-38 | SUI  | Svizzera      |

## Classifica (Top 10)
| Pos. | Corridore            | Squadra     | Tempo  |
| ---- | -------------------- | ----------- | ------ |
| 1    | Marianne Vos         | Paesi Bassi | 42'39" |
| 2    | Hanka Kupfernagel    | Germania    | a 1"   |
| 3    | Katherine Compton    | Stati Uniti | a 2"   |
| 4    | Sanne van Paassen    | Paesi Bassi | a 29"  |
| 5    | Caroline Mani        | Francia     | s.t.   |
| 6    | Sanne Cant           | Belgio      | s.t.   |
| 7    | Daphny van den Brand | Paesi Bassi | a 30"  |
| 8    | Mirjam Melchers      | Paesi Bassi | s.t.   |
| 9    | Eva Lechner          | Italia      | a 31"  |
| 10   | Maryline Salvetat    | Francia     | s.t.   |